# Percichthys melanops
Percichthys melanops е вид лъчеперка от семейство Percichthyidae.

## Разпространение
Видът е разпространен в Чили.